# Gesamtanlage Altstadt Marbach am Neckar

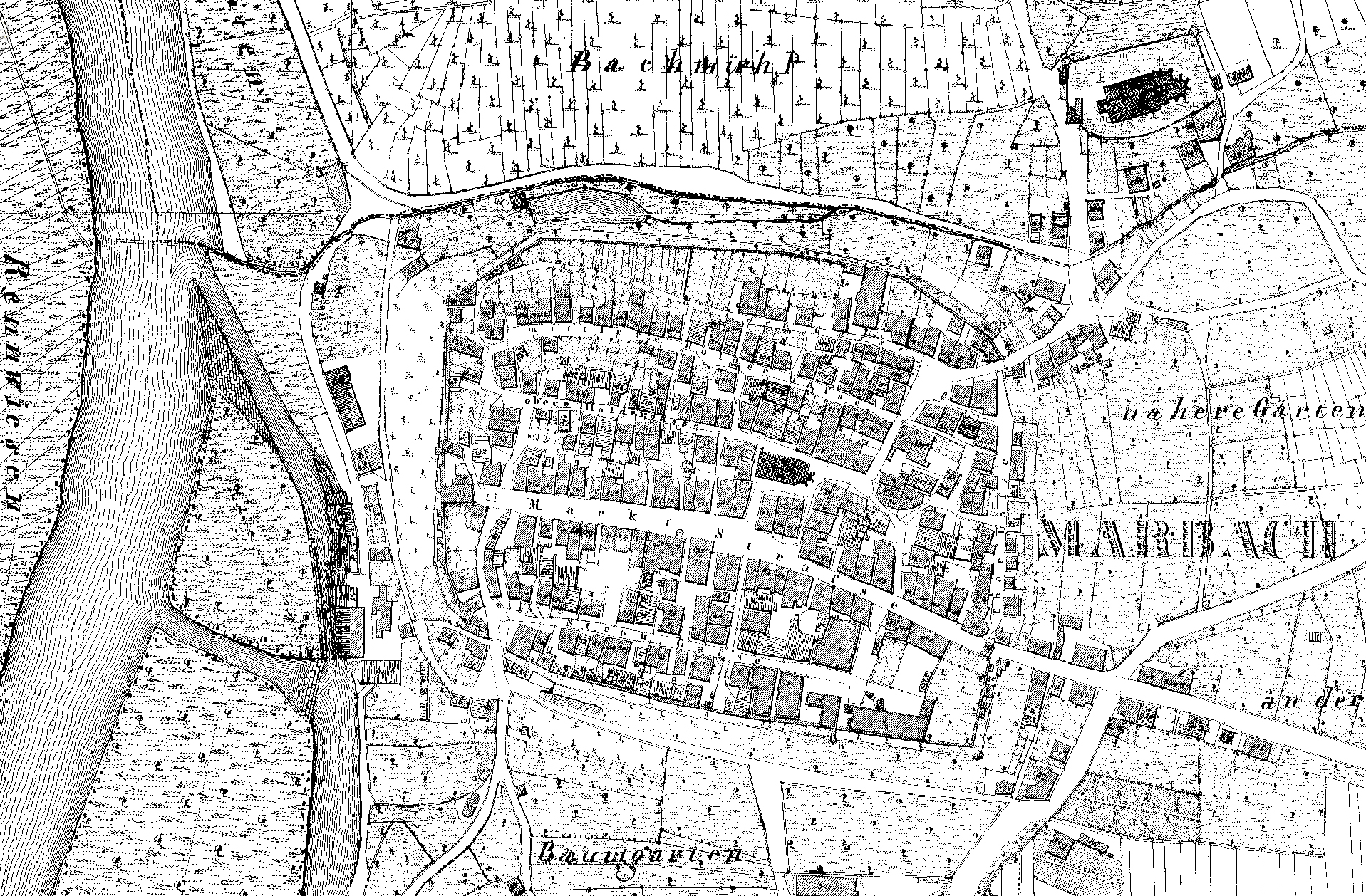
Stadtplan von 1832

Die Gesamtanlage Altstadt Marbach am Neckar ist ein denkmalgeschütztes Ensemble in Marbach am Neckar im Landkreis Ludwigsburg in Baden-Württemberg. Geschützt ist seit 1983 das Gebiet des im 13. Jahrhundert gegründeten und um 1400 nach Norden erweiterten Stadtkerns.

## Allgemeines
Gesamtanlagen schützen gemäß § 19 Denkmalschutzgesetz Baden-Württemberg Straßen-, Platz- und Ortsbilder, an deren Erhaltung aus wissenschaftlichen, künstlerischen oder heimatgeschichtlichen Gründen ein besonderes öffentliches Interesse besteht. Geschützt ist das überlieferte Erscheinungsbild der Gesamtanlage mit seinen Bestandteilen und Merkmalen. Neben Bauwerken zählen dazu auch Straßen- und Platzräume oder Grün- und Freiflächen. Schützenswert können außerdem die topographische Lage, der Ortsgrundriss oder eine Stadtsilhouette sein. Der Gesamtanlagenschutz umfasst bei Gebäuden nur die von außen sichtbaren Teile; bei Kulturdenkmalen innerhalb der Gesamtanlage, die zusätzlich nach anderen Bestimmungen des Gesetzes geschützt sind, ist darüber hinaus auch das Innere Gegenstand des Denkmalschutzes.

## Beschreibung
Südwestlich des hochmittelalterlichen, gleichnamigen Marktfleckens um die Alexanderkirche hatte man zeitgleich mit dem späteren Schloss die Stadt planmäßig mit einer Hauptachse und zwei parallelen Nebenstraßen angelegt. Im Zuge der Stadterweiterung wurden mit der Unteren und Mittleren Holdergasse zwei weitere Parallelstraßen hinzugefügt. Die ab 1302 württembergische Stadt diente zeitweilig als Residenz und später als Amts- bzw. Oberamtsstadt. Erst der große Stadtbrand von 1693 und das Erstarken des benachbarten Ludwigsburgs im 18. Jahrhundert setzte der Blütezeit ein Ende. In der Geburtsstadt von Friedrich Schiller sind nicht nur große Teile der Stadtbefestigung erhalten, sondern auch zahlreiche (acker-)bürgerliche und weinbäuerliche Anwesen, die als typische barocke Wiederaufbauten der Zeit um 1700 vielfach noch ältere Kerne der Renaissance besitzen. 
Teile der Gesamtanlage Marbach:

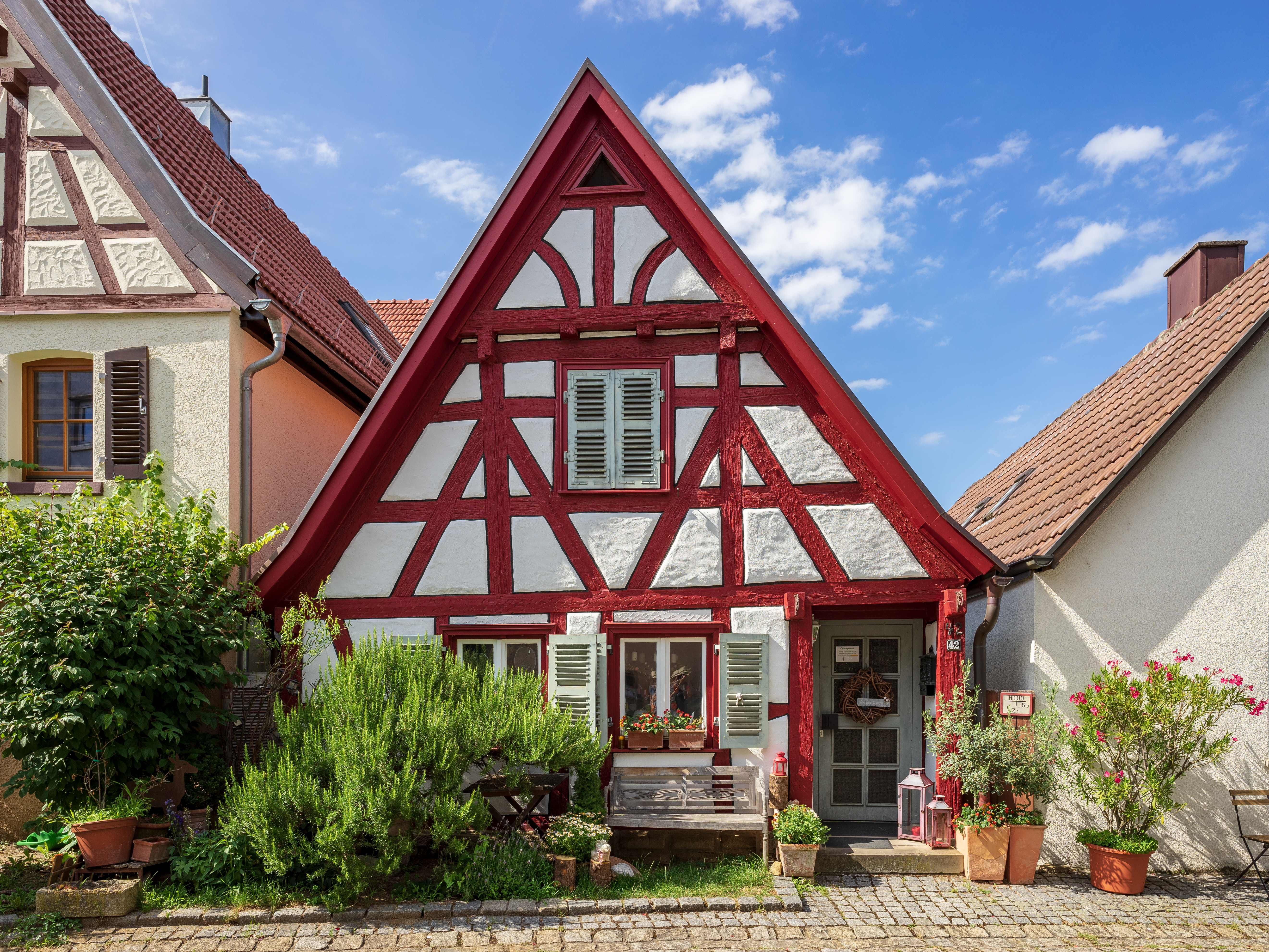
Mittlere Holdergasse 42
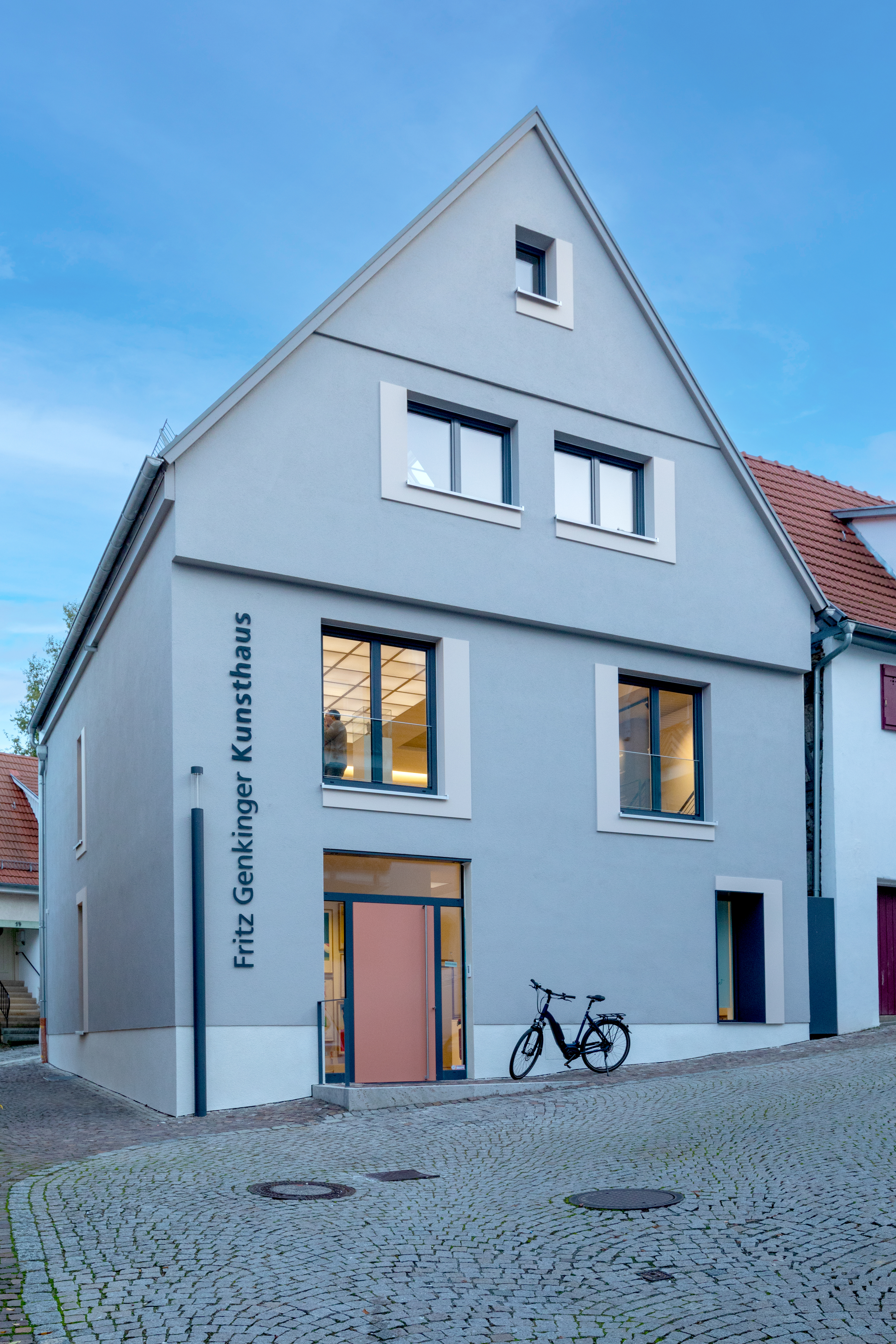
Fritz Genkinger Kunsthaus
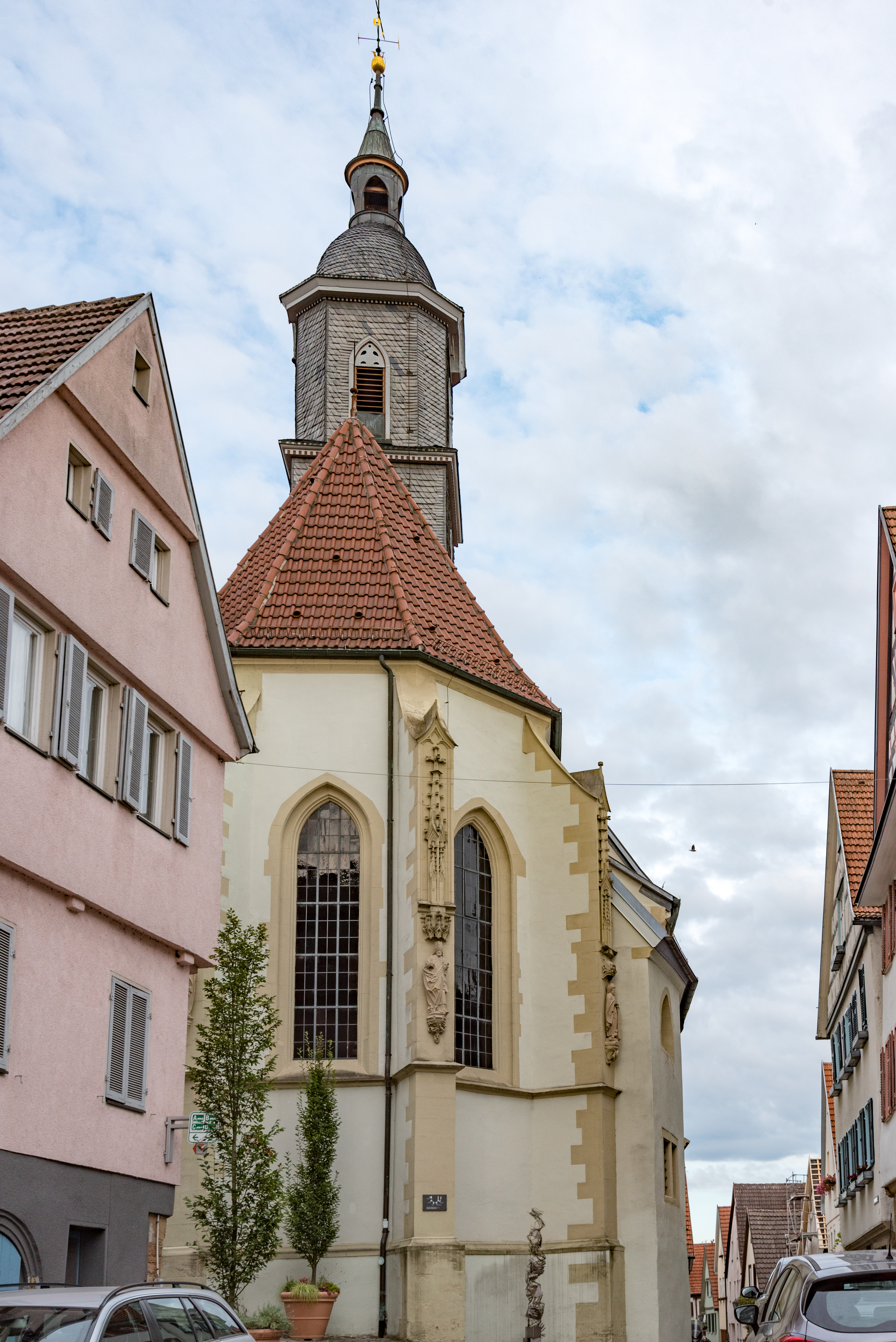
Stadtkirche